# Potenji
Potenji (także Potengi, port. Rio Potenji) – rzeka w północno-wschodniej Brazylii, w stanie Rio Grande do Norte. Źródła rzeki znajdują się w środkowej części stanu. Na całej swej długości rzeka płynie w kierunku wschodnim, aż do ujścia do Oceanu Atlantyckiego, nad którym wzniesione zostało miasto Natal.
Pierwsi koloniści portugalscy nazwali rzekę Rio Grande („wielka rzeka”), od której to nazwy pochodzi nazwa stanu Rio Grande do Norte.